# Landrath Küster
Die Landrath Küster mit der Kennung H.F. 231 ist der älteste noch fahrende Finkenwerder Hochseekutter.

## Geschichte

### Bau und Anfangsjahre
Den Bauauftrag für den Schiffsneubau eines Finkenwerder Hochseekutter erteilten Ende 1888 die Seefischer Heinrich und Hinrich Wulf aus Hamburg-Cranz, nachdem ihnen der Landrat des Kreises Jork, Heinrich Küster, ein zinsfreies Reichsdarlehen in Höhe von 7.000,- Mark zum Bau eines Hochseefischereifahrzeuges bewilligt hatte. Der Anderthalbmaster mit hölzernem Rumpf wurde daraufhin ab Ende 1888 in einer Bauzeit von rund drei Monaten als Landrath Küster auf der Schiffswerft von Hinrich Sietas in Cranz erstellt und am 26. März 1889 an seine Auftraggeber abgeliefert. Das erste Rufzeichen des Fahrzeugs mit der Fischereinummer P C. 12 (P C. für Preußisch Cranz) war „KPDS“. Die Versicherung des Neubaus Landrath Küster zum Wert von 15.000,– Mark für das Schiff und weiteren 1000,– Mark für die Ausrüstung erfolgt über die Kasse zur Versicherung von Fischereifahrzeugen zu Cranz (Elbe). Nachdem die Gebrüder Wulf trotz wiederholter Aufforderung zum persönlichen Erscheinen auf dem Amtsgericht Jork nie erschienen waren, da sie sich stets gerade zum Fischfang auf See befanden, wurde das Schiff am 18. Februar 1890 unter der Registriernummer 926 beim Königlichen Amtsgericht zu Harburg/Elbe registriert.

### Weitere aktive Verwendung
Nachdem das Schiff am 23. April 1901 zu gleichen Teilen an die beiden aus Finkenwerder stammenden Georg Dreyer und Jacob Rudolph Friedrichs verkauft worden war, registrierten diese den Kutter im Hamburgischen Schiffsregister unter SSR 2686 und verlegten den Heimathafen des mit 11.800,– Mark angegebenen Kutters von Cranz nach Finkenwerder. Neues Fischereizeichen wurde ab dem 7. Juni 1901 H.F. 231 (H.F. für Hamburgisch Finkenwärder). Der Seefischer J. P. Friedrichs erhielt ein zinsfreies Reichsdarlehen in Höhe von 5.000,– Mark und kaufte das Schiff am 23. September 1903.
Nach weiteren Eigentümerwechseln wurde die Landrath Küster von 1926 bis 1958 vom Seefischer Rudolf Joh. H. Reimers aus Finkenwerder betrieben. Um auch im Winter auf der Nordsee fischen zu können, rüstete Reimers das Schiff mit einem ersten Hilfsmotor und einem Steuerhaus aus. Ein neuer Messbrief vom 22. Juni 1928 weist das Schiff als Segelschiff mit Hilfsmotor (Motorisierung: HMG-Motor, 25 PS) aus. 1934 erfolgte der Einbau eines stärkeren 85 PS HMG-Motors. In den Kriegsjahren 1939 bis 1945 wurde der dienstverpflichtete Kutter von der Kriegsmarine eingesetzt. So wurde H.F.231 in der Ostsee und später an der französischen Kanalküste zum Minenfischen verwendet. Bei den nötigen Umbauten ging der hölzerne Mast verloren. Schon bald nach dem Krieg wird ein 3 Zylinder-MaK-Dieselmotor mit 90 PS eingebaut, 1957 folgte ein 120 PS starker Deutz-Diesel.
Unter seinem nächsten Eigentümer Hans Brodersen, der den Kutter 1960 in Cuxhaven unter der Nummer N.C. 440 registrieren ließ, erlebte das Schiff bis 1970 seine letzte Zeit als aktives Fischereifahrzeug. Der Bund zahlte 1970 im Zuge einer Kapazitätsanpassung eine Abwrackprämie, woraufhin der Kutter aus der Erwerbsfischerei genommen wurde.

## Galerie 1

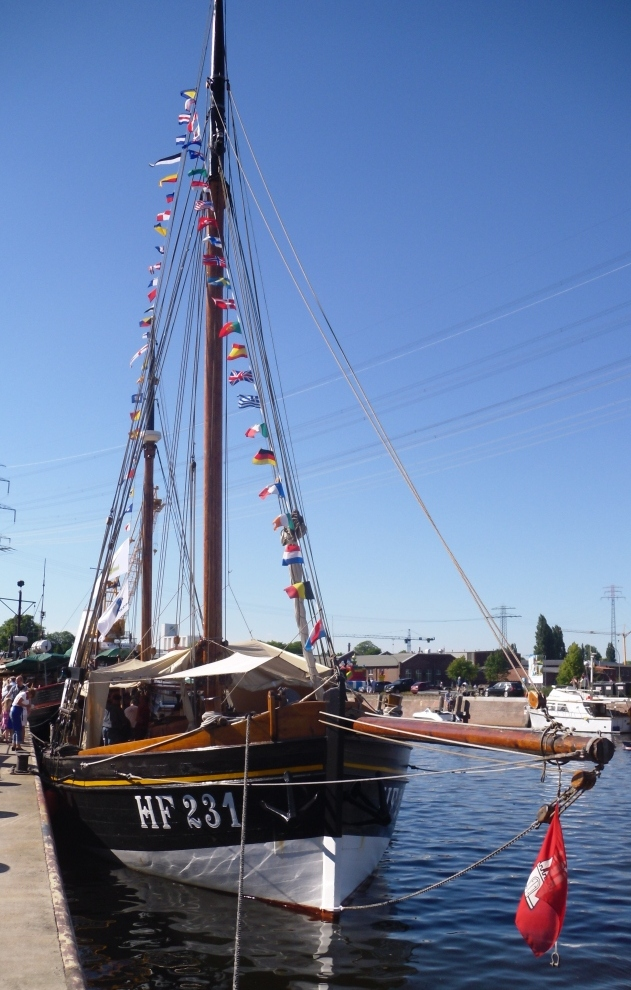
2011 beim Harburger Hafenfest
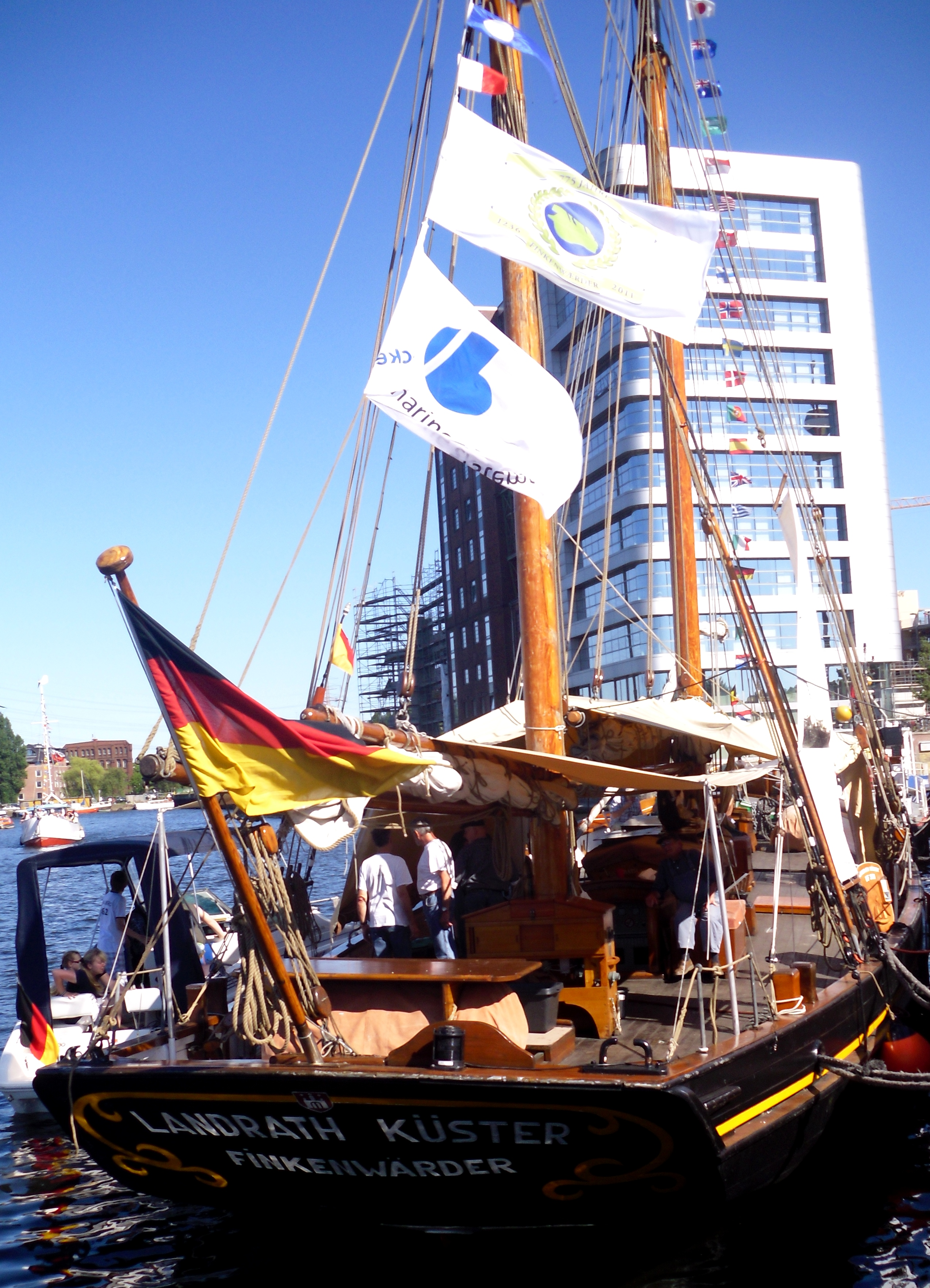
Ein Blick auf das Achterschiff
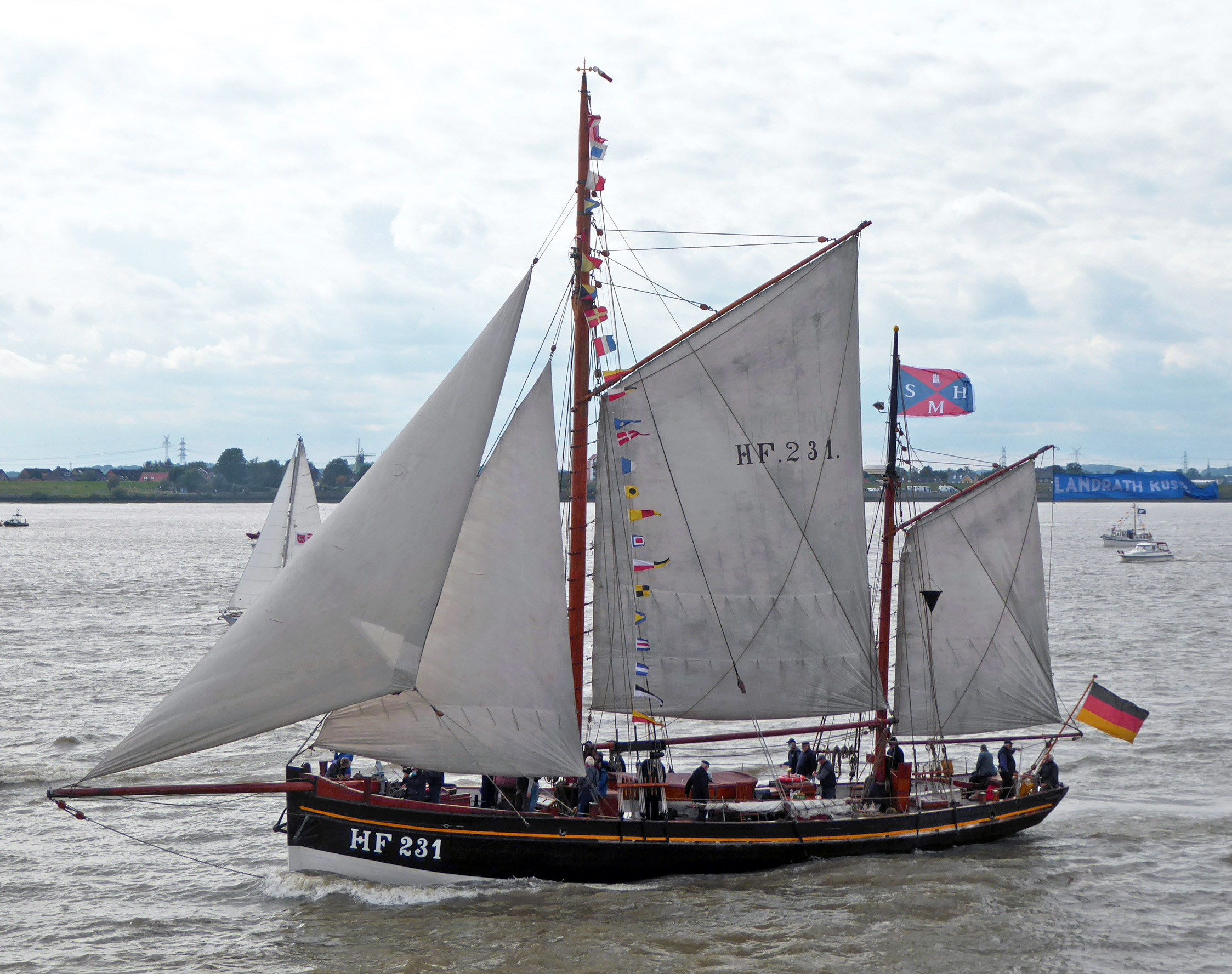
Unter vollen Segeln
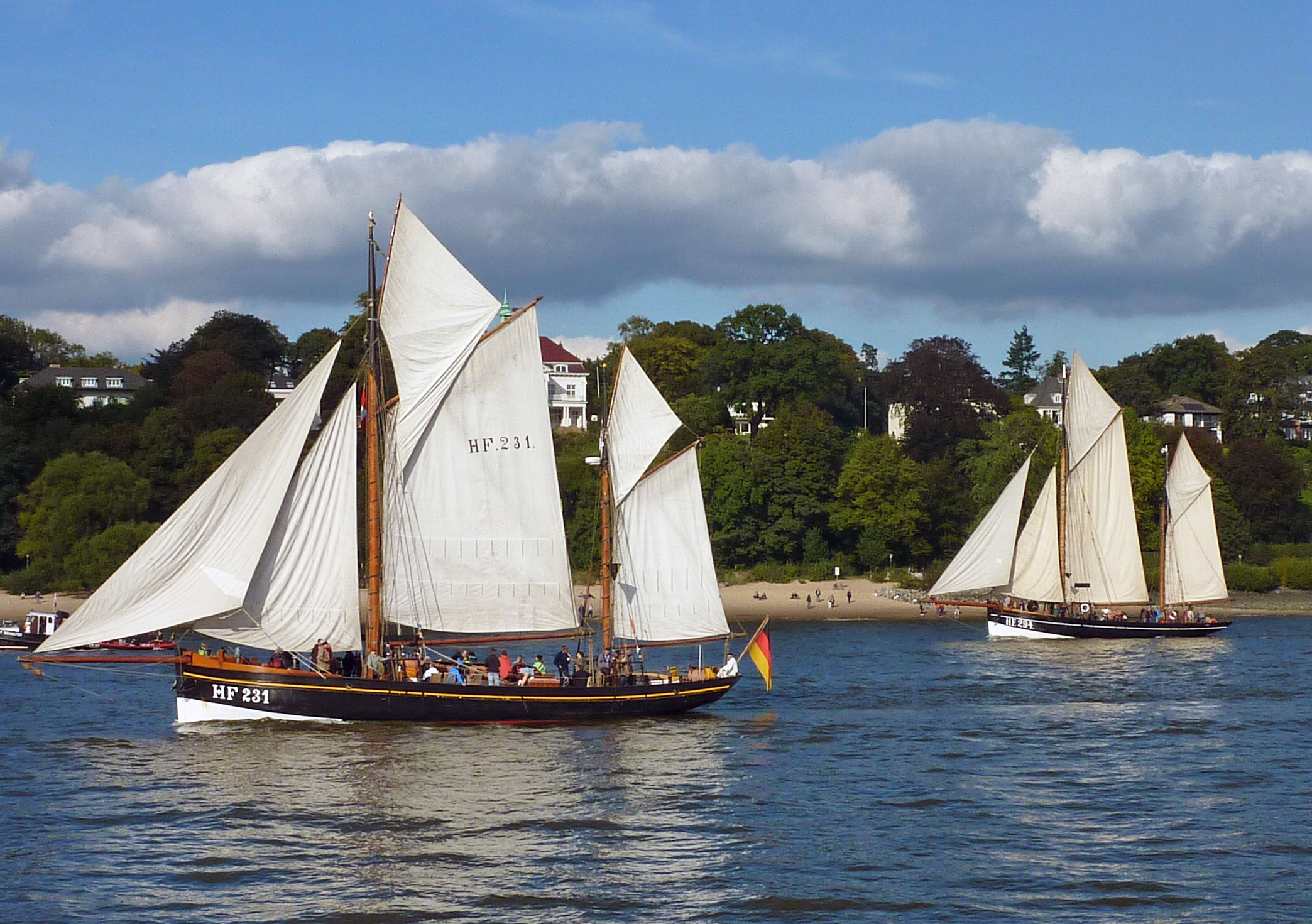
Landrath Küster und Präsident Freiherr von Maltzahn
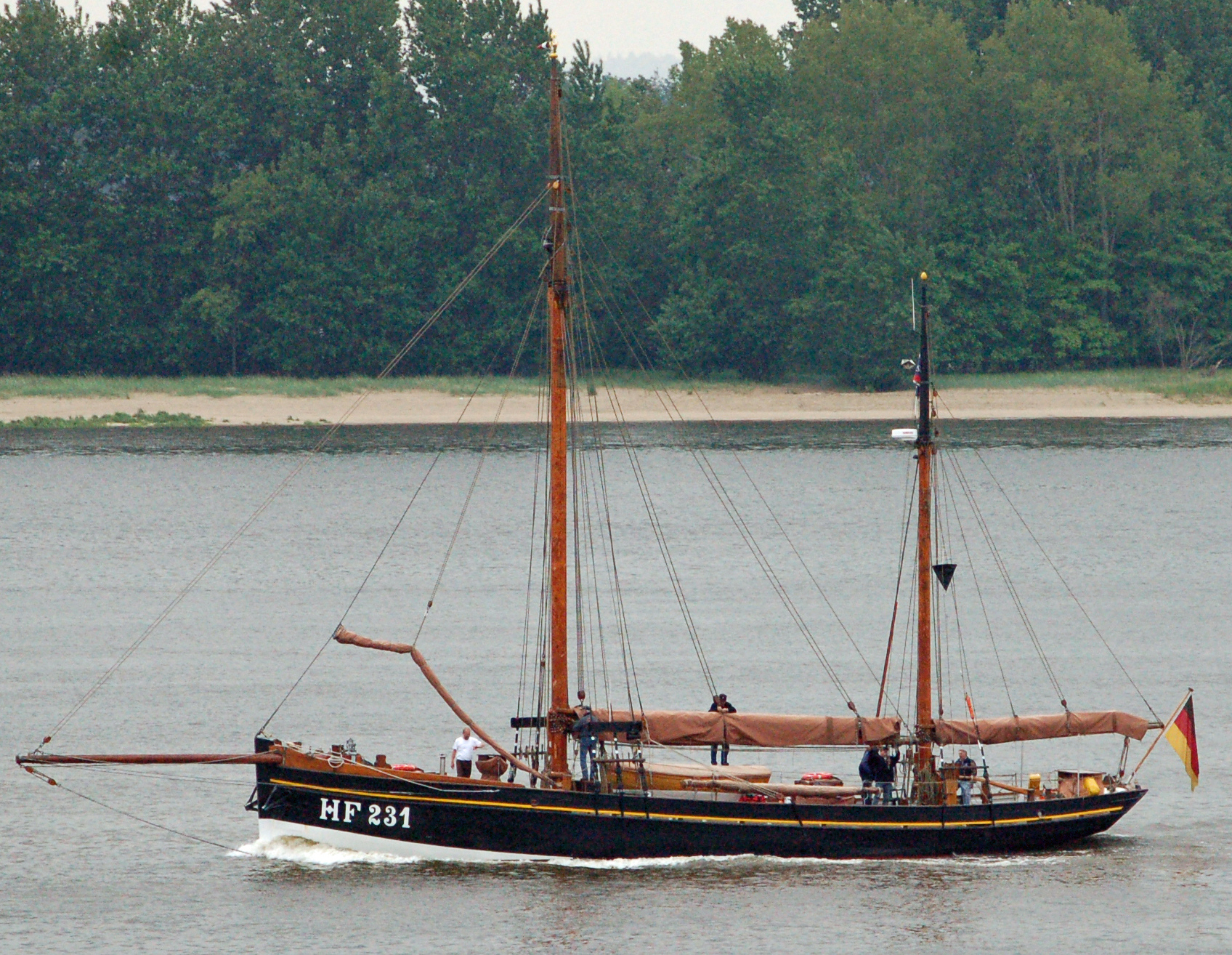
Landrath Küster ohne gesetzte Segel

### Als Traditionsschiff
Nach der Außerdienststellung wurde die Landrath Küster von der Deutsche Marine-Jugend e. V. übernommen, unter den Namen Freddy Quinn und später Phönix weiterverwendet und später in die Niederlande weiterveräußert. Dort sollen 125.000 Gulden investiert worden sein, bevor das Schiff für 5.000 DM erneut von deutscher Seite angekauft wurde.
Der ABM-Träger Altonaer Jugendarbeit e. V. erwarb das Schiff und restaurierte es von 1991 bis 1996 auf der ehemaligen Lührs-Werft in Tollerort von Grund auf. Dabei wurde auch ein wesentliches Merkmal dieser Fischereifahrzeuge, die Bünn, ein mit Frischwasser gefüllter Fischraum, in dem der Fang lebend transportiert werden konnte, wiederhergestellt.
Der Trägerverein Altonaer Jugendarbeit e. V. ging zwischenzeitlich in Konkurs, woraufhin der Trägerverein Jugend in Arbeit e. V. das Projekt übernahm. Schließlich erfolgte am 31. Mai 1996 der Stapellauf des weitgehend fertiggestellten Rumpfes. Der originalgetreuen Komplettierung folgte am 14. Mai 1997 die Eintragung in das Schiffsregister unter der Nummer SSR 18 251. Am 23. Mai 1997 fand schließlich die erste Ausfahrt statt. Seitdem betreibt der Verein Freunde des Hochseekutters Landrath Küster den Finkenwerder Kutter, der seit 2002 zum Bestand der Stiftung Hamburg Maritim gehört.